# Hirt Ferenc
Hirt Ferenc (Pincehely, 1967. szeptember 29. – 2018. december 6.) magyar vállalkozó, politikus. Autókereskedelemmel foglalkozott. 1988-ban autóbalesetet szenvedett, aminek következtében kerekesszékbe kényszerült. 2006-ban a Fidesz – Magyar Polgári Szövetség jelöltjeként országgyűlési képviselővé választották. Ezzel a magyar Országgyűlés első mozgáskorlátozott képviselője lett. 2010-ben, 2014-ben és 2018-ban ismét bekerült az Országgyűlésbe, mandátumát haláláig töltötte be.

## Életpályája
Iskoláit Tamásiban és Szekszárdon járta, 1985-ben szerzett szakmunkásoklevelet a szekszárdi 505. sz. Ipari és Szakmunkásképző Iskolában, s a Tamási Építőipari Ktsz. épületvillamossági szerelője lett. 1987-ben az Orion tamási gyáregységébe került, ahol erősáramú villamos-karbantartó lett. 1988-ban súlyos autóbalesetet szenvedett és kerekesszékbe kényszerült. Autókereskedelemmel és szervizeléssel kezdett el foglalkozni, 1991-ben alapította meg saját vállalkozását, egy műszaki kiskereskedést. 1993-ban gépjármű-kereskedést, később autószalont nyitott Tamásiban, majd a 2000-es évek elején terjeszkedni kezdett. 2003-ban Kaposvárott, majd 2004-ben Budapesten nyitott autókereskedést. Később Nagykanizsán is foglalkozott autókereskedelemmel.

### Politikai pályafutása
A politikába 2005-ben kapcsolódott be, amikor a tamási Fidesz-frakció megkereste azzal, hogy vállalja el a képviselő-jelöltséget. Ugyanebben az évben belépett a pártba. A 2006-os országgyűlési választáson a Tolna megyei 5. egyéni választókerületben (Tamási központtal) szerzett mandátumot. Ezzel az Országgyűlés első kerekesszékes képviselője lett. A 2010-ig tartó ciklusban az ifjúsági, szociális és családügyi bizottság tagja, valamint az esélyegyenlőségi és fogyatékosügyi albizottság elnöke volt. A 2010-es országgyűlési választáson az első fordulóban megvédte egyéni mandátumát. Az ifjúsági, szociális, családügyi és lakhatási bizottság tagja lett.
2007-ben a Fidesz Tolna megyei választmányának elnökségi tagjává, a 2010-es önkormányzati választáson a tamási önkormányzat képviselő-testületének tagjává választották. A 2014-es országgyűlési választáson az átalakított, Paks központú Tolna megyei 3. sz. országgyűlési egyéni választókerületből, 2018-ban a Fidesz–KDNP országos listájáról szerzett mandátumot.

## Családja
1996-ban megnősült, majd 2003-ban elvált. Házasságából egy leánygyermek született.